# Etiuda op. 10 nr 11 (Chopin)
Etiuda Es-dur op. 10.11 - jedenasta z Etiud Fryderyka Chopina. Została skomponowana na fortepian. Zadedykowana Lisztowi (à son ami Franz Liszt), jak cały opus 10. Powstawała w latach 1829-1831.  

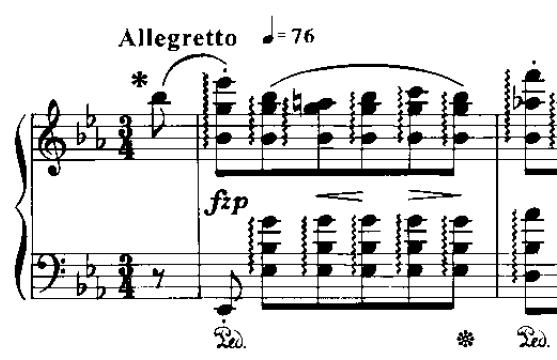
Początek Etiudy